# أوريكس جي تي إل
أوريكس جي تي إل هو مصنع وقود صناعي مقره في مدينة رأس لفان الصناعية ، قطر ، مملوكة لشركة قطر للبترول (51 ٪) وساسول (49 ٪). ويستخدم الغاز إلى سوائل (GTL) التكنولوجيا لتحويل الغاز الطبيعي إلى السائلة البترول المنتجات. بلغت سعتها في عام 2007 34 ألف برميل كل يوم من النفط.

## التاريخ
بدأ إنشاء المصنع في عام 2003. بدأ المصنع الإنتاج في عام 2007.

## روابط خارجية
- الموقع الرسمي